# Мавроді Сергій Пантелійович
Сергі́й Пантелі́йович Мавро́ді (11 серпня 1955, Москва — 26 березня 2018, Москва) — російський політичний діяч, письменник, засновник АТ «МММ», яке розглядається як класична і найбільша в історії Росії фінансова піраміда, що оперувала у своїй діяльності білетами МММ. Формально був засуджений за несплату податків на велику суму.

## Життєпис
Народився 11 серпня 1955 у Москві у родині монтажника Пантелія Андрійовича Мавроді (наполовину українець, наполовину донецький грек) і економістки Валентини Федорівни (росіянки з-під Володимира) з вродженим двобічним пороком серця, тому лікарі прогнозували, що хлопчик не доживе до вісімнадцяти років.
За словами Мавроді, в дитинстві він мав феноменальну пам'ять: «Я міг дослівно повторити будь-який уривок, який читали мені вголос. Але потім, внаслідок дванадцяти струсів мозку я був дуже непосидючим хлопцем! — Пам'ять дещо погіршилася і з феноменальної зробилася просто хорошою. Ну, і слава Богу!».
Закінчив десять класів середньої школи № 35 м. Москви, а також Дитячу художню школу № 1 ім. В. А. Серова на Пречистенці. Під час навчання виявив здібності в математиці і фізиці, перемагав у шкільних олімпіадах.
У 2003 Мавроді засуджено за шахрайство у великих розмірах.
Своєю діяльністю Сергій Мавроді завдав матеріальної шкоди мільйонам своїх вкладників у середині 1990-х рр. За різними оцінками від діяльності «МММ» постраждали 10-15 млн вкладників.

## Діяльність

### МММ
1989 року заснував кооператив «МММ», на базі якого створив кілька десятків комерційних структур, в тому числі і АТ «МММ», що стало найбільшою в історії пострадянського простору фінансовою пірамідою, від якої постраждали, за різними оцінками, від 10 до 15 млн осіб.
1 лютого 1994 року акції надійшли у вільний продаж. Всього за півроку були досягнуті небачені раніше в інших структурах результати: 15 млн вкладників, акумуляція третини бюджету Росії, зростання цін на акції в 127 разів тощо.
4 серпня Мавроді був арештований за звинуваченням у приховуванні податків від доходів очолюваної ним фірми «Інвест-Консалтинг».
У в'язниці Мавроді організував збір підписів для реєстрації кандидатом в депутати Держдуми РФ, і через два місяці був зареєстрований Центральною виборчою комісією. 30 жовтня 1994 його обрали депутатом російського парламенту і звільнили з-під варти.
2 вересня 1997 року «МММ» було визнано банкрутом.
У 2011 році Сергій Мавроді організував нову фінансову піраміду МММ-2011. 16 червня 2012 Оголошено про рестарт МММ: припинення діяльності (закриття) МММ-2011 і запуск МММ-2012. Піраміда в результаті зазнала краху.
У 2014 році ним був заснований проект «MMM-Global», націлений на африканські країни. Одночасно будівництво піраміди почалося в Азії — Індонезія, Малайзія, Бангладеш, Філіппіни, Японія, Таїланд, включаючи мільярдні Індію і Китай. Потім МММ з'явилася в США, Ізраїлі, Італії та Франції. Діяльність проводилась у 107 країнах.
У грудні 2017 року Сергій Мавроді оголосив про перезапуск власної криптовалюти Mavro.

### Політика

#### 1990-ті
4 серпня 1994 року Мавроді був арештований за звинуваченням у приховуванні доходів від очолюваної ним фірми АТЗТ «Інвест-Консалтинг». Перебуваючи у в'язниці, він зареєструвався кандидатом в депутати. У вересні він був висунутий як кандидат в депутати Державної думи на додаткових виборах в Митищинському районі Москви, після чого був випущений на свободу.
30 жовтня 1994 обраний депутатом російського парламенту. Ставши депутатом, Сергій написав офіційну заяву про відмову від депутатської зарплати і всіх депутатських привілеїв: пільг, дачі, службової машини. Він ніколи не приховував, що йде в депутати виключно заради депутатської недоторканності. З моменту обрання депутатом Державної Думи Мавроді був присутнім на засіданнях тільки один раз.
На самому початку конфлікту з владою Мавроді офіційно, через пресу, пригрозив всенародним референдумом, поставивши питання про недовіру владі. Необхідний мільйон підписів Мавроді обіцяв зібрати з 10 млн вкладників за тиждень. Надалі неодноразово запрошувався в Кремль «для переговорів», але послідовно ігнорував всі подібні запрошення.
Через рік, 6 жовтня 1995 року, депутати Держдуми РФ достроково припинили його депутатські повноваження. Наступного року знову балотувався в Думу від «Партії народної капіталу», вибори програв.
10 січня 1996 року Центрвиборчком зареєстрував уповноважених представників ініціативної групи, яка висунула Мавроді кандидатом в Президенти Росії, проте в подальшому забракував значну частину підписних листів на підтримку кандидата і в реєстрації відмовив. Більш того, проти Мавроді було порушено кримінальну справу про підробку підписних листів, яке, втім, було потім закрито «за відсутністю складу злочину». Однак у виборах брати участь він уже не зміг.

#### 2000-ні

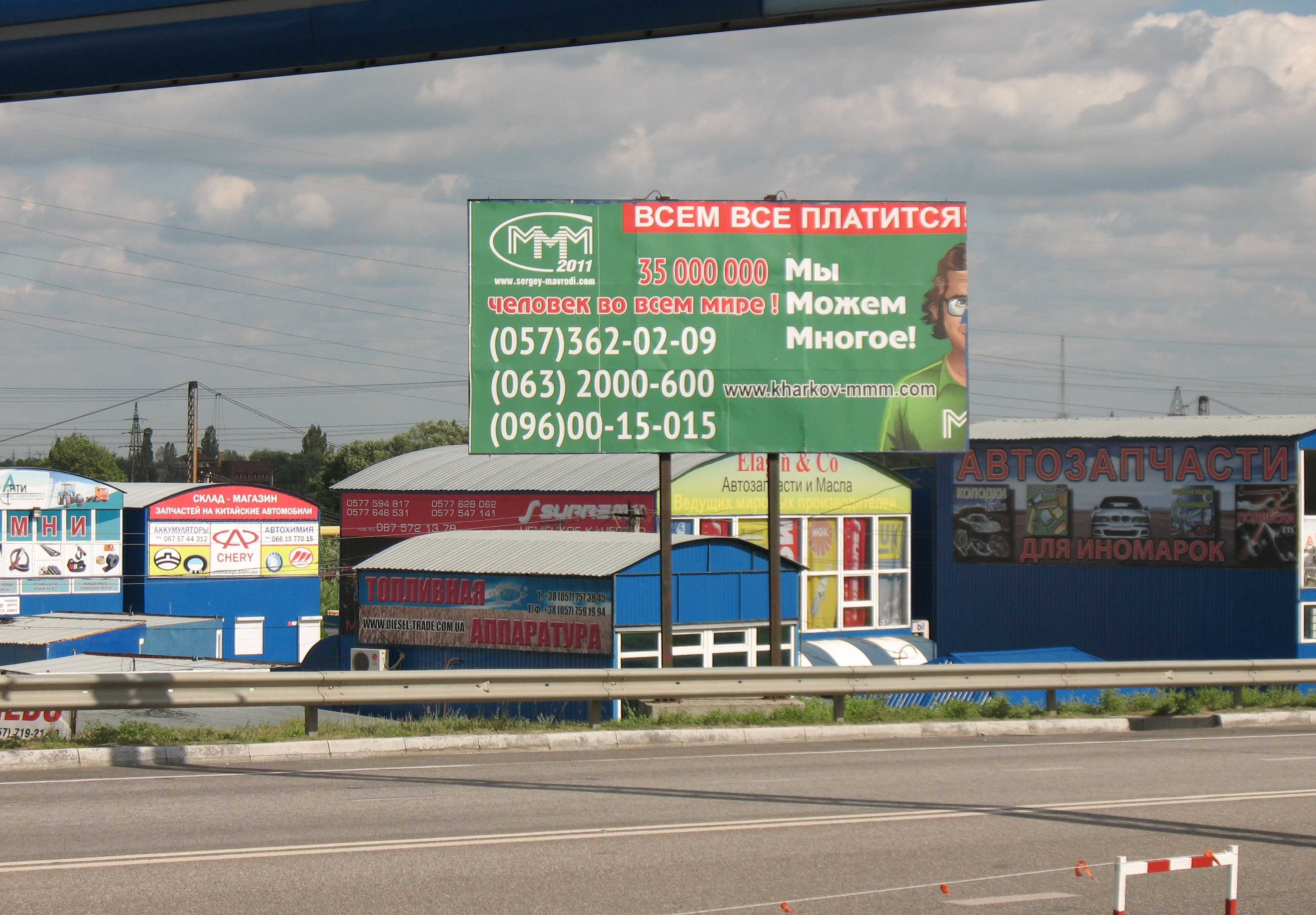
Реклама МММ у Харкові, 2012 рік.

У 2011 році Сергій Мавроді розпочав діяльність в Білорусі, Росії та Україні. Ним було зареєстровано нову фінансову піраміду МММ-2011 та Політична партія «Ми маємо мужність».
3 серпня 2012 року Сергій Мавроді оголосив про створення політичної партії «МММ» («Ми Маємо Мету») в Україні, яка висунула Дениса Пушиліна кандидатом в депутати на виборах до Верховної Ради України по 94 виборчому округу Київської області.
16 жовтня 2012 року Сергій Мавроді заявив в інтерв'ю про масову реєстрацію членів МММ в якості виборців на виборах до Координаційної ради опозиції і про плани «отримати всю раду».
Мавроді заявляв про участь в президентських виборах в Росії 2018 року.

### Творчість
7 квітня 2011 року в широкий прокат вийшов художній фільм «ПіраМММіда», знятий за мотивами однойменної повісті Мавроді. Роль Сергія Мавроді (у фільмі він Сергій Мамонтов) зіграв Олексій Серебряков.
В кінці березня 2011 року, перед виходом фільму на екрани, Сергій Мавроді негативно відгукувався про фільм, вважаючи, що його сценарій лише погіршили.
В 2014 році відбулася прем'єра фільму «Річка» за сценарієм Мавроді.
7 грудня 2015 року на YouTube був запущений серіал «Зомбі», де Сергій Мавроді виступив автором сценарію і саундтреків.

## Кримінальна справа

### Розшук
Сергій Мавроді був позбавлений депутатського мандата за два місяці до грудневих виборів 1996 року в Росії. Після цього слідчі дії щодо нього поновилися, причому до колишніх звинувачень в рамках розслідування діяльності МММ було додано ще одне — в шахрайстві. 17 грудня 1997 року Сергія оголосили спочатку в загальноросійський, а через рік і в міжнародний розшук.
Понад п'ять років він переховувався в орендованій квартирі і до зими 2003 року про нього не було нічого відомо. Ходили чутки, що він довгий час проживав у Скандинавії або Греції, але насправді Мавроді взагалі не виїжджав з Москви і ніколи не залишав меж Росії.
Також передбачалося, що Мавроді жив на території однієї з урядових дач на Рубльовському шосе, а саме в селищі Жуковка-3 в Підмосков'ї. Але після його арешту, за даними карного розшуку, стало відомо, що затриманий точно знаходився в Москві.
Перебуваючи в міжнародному розшуку, Мавроді створив в інтернеті ще одну піраміду, тепер уже всесвітню — віртуальну фондову біржу Stock Generation (SG), яка була зареєстрована в одній з країн карибського басейну, оформлена як азартна гра і мала відповідну ліцензію. Через деякий час почалися затримки з виплатами. У інтерв'ю Мавроді стверджував, що це були чисто технічні причини — нібито, банки фізично не справлялися з такою кількістю платежів, офіс був завалений необробленими чеками, Western Union не встигала підвозити готівку літаками.
Спочатку затримки вимірювалися тижнями, потім місяцями. На підставі скарг SEC (комісія з цінних паперів і бірж США) почала розслідування і закрила рахунки в доларах США. В результаті SEC програла справу в бостонському суді (ліцензія була, всі грали добровільно), але SG на той момент вже рухнула. За офіційними даними менш ніж за рік роботи постраждало 275 тис. людей (в основному громадяни США і Західної Європи). За неофіційними даними постраждалих кілька мільйонів.
За визнанням самого Мавроді, 8 років переховуватися від слідства йому допомагала власна служба безпеки, «такого ж рівня, як та, яка мене шукала».

### Арешт і суд
31 січня 2003 Мавроді був арештований в Москві, на орендованій квартирі на набережній Фрунзе, співробітниками Головного управління кримінального розшуку МВС РФ. При затриманні у нього був виявлений підроблений паспорт на ім'я громадянина Юрія Зайцева, уродженця Санкт-Петербурга. Після арешту йому були пред'явлені звинувачення за двома статтями Кримінального Кодексу РФ: «Організація підробки документів» і «Ухилення від сплати податків і (або) зборів з організації». Таким чином, в його відношенні було порушено три кримінальні справи. Сам Мавроді заявив, що не визнає свою провину по жодному з інкримінованих йому діянь.
15 вересня 2003 року попереднє слухання по одній з кримінальних справ Мавроді — звинувачення у використанні підробленого паспорта — в Хамовницькому суді м Москви було майже відразу ж відкладено на невизначений термін без призначення дати наступного засідання. За словами адвоката Акопа Хачатуряна, Мавроді не встиг ознайомитися з матеріалами справи, а судове рішення «може вплинути на вердикт за основним звинуваченням — в шахрайстві». Загальний обсяг матеріалів кримінальної справи становить 600—900 томів.
5 жовтня 2003 року Хамовницький суд м Москви почав розгляд справи засновника знаменитої фінансової піраміди. Раніше йому було пред'явлено обвинувачення за частиною 1 статті 327 КК РФ Кримінального Кодексу РФ: «Організація підробки документів». Згідно з чинним законодавством, Сергію Мавроді загрожувало до трьох років позбавлення волі.
2 грудня 2003 року Хамовницький суд Москви визнав Мавроді винним в організації підробки паспорта і засудив його до одного року і одного місяця позбавлення волі.
27 січня 2004 року Слідчий комітет РФ припинив кримінальну справу за фактом ухилення від сплати податків у зв'язку із закінченням терміну давності по цій категорії злочинів. У той же час слідчі мали намір передати в суд основну справу по звинуваченню Мавроді в шахрайстві в особливо великих розмірах.
3 лютого 2004 Мавроді пред'явлено звинувачення в шахрайстві. До 31 січня 2006 Мавроді знайомився з 610 томами своєї кримінальної справи, після чого почалися засідання суду щодо основної справи.
9 березня 2006 року основна справа колишнього глави МММ було направлено в Чертановський районний суд Москви для розгляду. Засновник МММ звинувачувався за ст. 159, ч. 3 Кримінального Кодексу РФ «Шахрайство у великих розмірах і розкрадання чужого майна шляхом обману та зловживання довірою». На думку прокуратури, збиток, нанесений МММ мільйонам вкладників, оцінюється в $ 110 млн. Однак і експерти, і вкладники дотримуються на цей рахунок зовсім іншої думки, оцінюючи збитки від 1 до $70–80 млрд.
28 квітня 2007 року Чертанівський суд Москви засудив Сергія до чотирьох років і шести місяців позбавлення волі з відбуванням покарання в колонії загального режиму, але практично весь термін призначеного йому покарання засновник МММ вже відбув у СІЗО «Матроська тиша» (на спецблоці, в З 99/1). Протягом ув'язнення пише книгу «Спокуса. Син Люцифера». Його життя в цей час, серед іншого описано в книзі одного з співкамерників — Володимира Переверзіна: 95-96. Як додаткова міра покарання суд встановив стягнути з Мавроді штраф в розмірі 10 тис. рублів на користь держави. Однак пізніше Мосміськсудом штраф цей був скасований.
8 травня адвокат Мавроді Ольга Макарова повідомила, що в Московський міський суд була подана касаційна скарга на винесений вирок. Також касаційні скарги були подані до цього і деякими з потерпілих. 22 травня термін покарання закінчився. Зустріти Мавроді з тюрми зібралися більше п'ятдесяти представників ЗМІ; вкладників ж МММ (як прихильників, так і супротивників Мавроді) зібралося не більше 10 людей. Жодних коментарів Мавроді дати не захотів.
22 травня 2008 року на презентації його книги «Спокуса» судовими приставами пред'явлені Мавроді виконавчі листи про стягнення з нього грошей на користь обманутих вкладників (тепер уже — за цивільними позовами). Загальна сума позовів, як було заявлено журналістам, «поки близько 300 млн рублів, але вони все продовжують надходити». Накладено арешт на весь тираж книги. У червні 2008 у Мавроді була вилучена його особиста бібліотека (понад 1,5 тис. томів).
14 березня 2012 року Сергій Мавроді був підданий адміністративному арешту за несплату штрафу в розмірі 1000 рублів на 5 діб. Адвокат бізнесмена заявив, що цей штраф Мавроді вже виплатив, але неоплаченими залишаються близько 300 штрафів по 1000 руб. Правоохоронні органи прямо заявляли, що мають намір давати до 15 діб за кожен з них. Таким чином, за адміністративне правопорушення Мавроді міг би отримати в сумі близько 12 років ув'язнення. Слід відзначити, що на відміну від кримінального покарання, давність притягнення до адміністративної відповідальності становить за таким видом справ лише три місяці, а давність виконання — два роки. Таким чином, Мавроді в будь-якому випадку не міг провести 12 років в адміністративному приймачі, а якщо справи не були вчасно розглянуті — взагалі міг уникнути цього покарання.
Виплачувати ці штрафи Мавроді не міг: на 2012 рік єдиним джерелом доходів для нього було консультування бізнесмена Павла Молчанова з підмосковного Ногінська. За допомогу у веденні бухгалтерії Молчанов щомісяця сплачував Мавроді 15,000 рублів, половина з яких йшла судовим приставам.

### Закриття МММ в Україні 2014 року
- СБУ: Терористів на Сході України фінансує МММ [Архівовано 21 грудня 2014 у Wayback Machine.]
- СБУ: «МММ» причетна до фінансування терористів
- «МММ» фінансує вербування терористів — СБУ[недоступне посилання з липня 2019]
- МММ фінансувала терористів, — СБУ [Архівовано 4 березня 2016 у Wayback Machine.]
- СБУ встановила причетність МММ до фінансування терористів на сході [Архівовано 11 грудня 2014 у Wayback Machine.]

## Сім'я
1993—2005 — був одружений з Оленою Павлюченко, народженою в Україні.

## Смерть
У ніч на понеділок, 26 березня 2018 його шпиталізували з автобусної зупинки на вулиці Полікарпова. Мавроді викликали швидку, він скаржився на слабкість і біль у серці.
Помер 26 березня 2018 року у Москві, після термінової госпіталізації у лікарню імені Боткіна. Причиною смерті названо серцевий напад.